# Baía de Hudson
A baía de Hudson é uma baía localizada no nordeste do Canadá, incorporada no oceano Ártico. Esta baía recebe a drenagem de uma enorme área, incluindo Ontário, Quebec, Saskatchewan, a maior parte de Manitoba, partes de Dakota do Norte, Dakota do Sul, Minnesota e Montana e ainda da região sudeste de Nunavut. A baía de Hudson está ligada ao oceano Atlântico pelo estreito de Hudson e ao oceano Ártico pela bacia de Foxe.
A baía foi batizada em honra do explorador britânico Henry Hudson que investigou a região em 1610 no seu barco Discovery.

## História

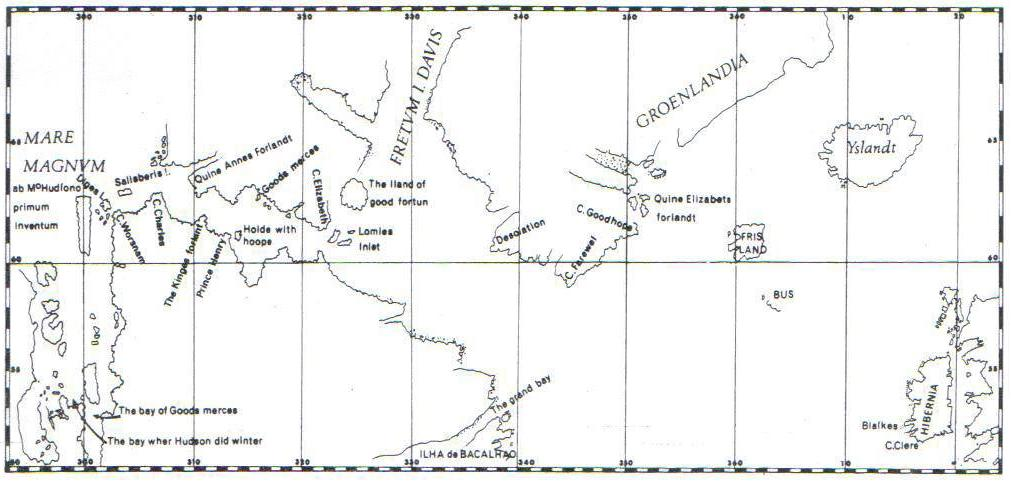
O mapa de Henry Hudson.

O explorador Henry Hudson ficou retido na Baía em 1610 porque o seu navio ficou preso nos gelos. Crendo que encontrava um modo de chegar ao oceano Pacífico (a mítica Passagem do Noroeste), navegou para sul pela baía de James. Em novembro o seu navio Discovery ficou aprisionado no gelo, e a tripulação teve de ir para terra. Quando na primavera o gelo derreteu, Hudson quis explorar o resto da zona, mas depois de passar um duro inverno por causa do frio e da escassez de alimentos, a discórdia generalizou-se entre a tripulação, acabando com um motim em 22 de junho de 1611. Hudson, o seu filho e outros sete membros da tripulação foram abandonados à sua sorte num pequeno bote e nunca mais foram vistos nem se soube deles. Os poucos amotinados que conseguiram sobreviver puderam chegar a Inglaterra graças à capacidade do piloto Robert Bylot, e foram presos. Bylot conseguiu um indulto pela sua façanha e em 1612 regressou à baía de Hudson, desta vez com sir Thomas Button. Chegaram à foz do rio Nelson, onde passaram o inverno. Na primavera de 1613 continuaram para norte, chegando à latitude de 65º, antes de regressar a Inglaterra.
Houve mais dois exploradores ingleses a empreender a busca da Passagem do Noroeste em maio de 1631. O capitão Thomas James partiu de Bristol para uma travessia de dois anos com um só navio, o Henrietta Maria. James explorou a baía, em especial a parte meridional que hoje tem o seu nome (baía de James), depois de ter ficado preso pelo gelo em 1 de setembro de 1631. Passou o inverno na ilha Charlton antes de continuar a viagem pelo oceano Ártico no verão de 1632.
Luke Fox zarpou em 28 de abril de Londrese em 5 de maio deixou Deptford, dois dias depois da saída de James de Bristol. Depois de sobreviver a um calvário por causa dos gelos, chegou ao estreito de Hudson em 22 de junho e empreendeu um reconhecimento em sentido contrário aos ponteiros do relógio das costas da baía de Hudson. Começou a seguir a costa meridional da ilha Southampton, e depois desceu ao longo da costa ocidental da baía até Port Nelson. Mais para sul, encontrou-se nos dias 29 a 31 de agosto com Thomas James: Fox continuou a navegar para leste e norte, e James para leste e sul, entrando na baía de James. Fox continuou a exploração para norte, sendo o primeiro navegador a entrar finalmente na bacia de Foxe e percorrer a costa ocidental da ilha Baffin, até que se viu obrigado a regressar por causa do gelo, a 66° 47' N, voltando a Inglaterra em 31 de outubro. Teve mais reconhecimento a viagem de James, provavelmente porque a sua narração da viagem era mais bem escrita — A estranha e perigosa viagem do Capitão Thomas James («The Strange and Dangerous Voyage of Captaine Thomas James»), publicado em 1633 com o seu regresso — embora os feitos de Fox também fueron destacados: fue el primero a circum-navegar a baía de Hudson, em investigar a zona do canal de Foxe e também regressou sem ter perdido nem um só homem da sua tripulação.
A baía de Hudson está historicamente associada à luta franco-inglesa pelo controlo da América do Norte nos séculos XVII e XVIII, já que dava acesso aos vastos territórios de comércio de peles, cuja exclusividade cada um desses países queria para si. Os franceses, estabelecidos no vale do rio São Lourenço (na Nova França), enviaram frequentes expedições para desalojar os postos de comércio de peles que os ingleses tinham lá colocado, sob a protecção da Companhia da Baía de Hudson. Os ingleses fizeram o mesmo com os postos franceses. A situação não se solucionou senão depois da entrega deste território ao então Reino da Grã-Bretanha em 1713, pelos Tratados de Utrecht.